# Jaume Quer Ballester
Jaume Quer Ballester (Reus, 2 de juliol de 1815 - 26 de juliol de 1888) va ser un argenter i polític català, pare de l'escriptor i economista Lluís Quer Cugat.
Membre d'una família benestant reusenca, el seu pare també havia estat argenter i eren propietaris de l'edifici de La Boella, un casal reusenc del segle xviii encara existent. Jaume Quer era considerat un membre important de la societat reusenca, i el 1852 va ser membre d'una Junta de protecció de la Prioral de Sant Pere. Va ser regidor a l'ajuntament de Reus diverses vegades, i el 1857-1858 era tinent d'alcalde en un ajuntament políticament moderat presidit per Felipe de Nassarre, un funcionari aragonès. L'ajuntament, aquell any 1858 havia pres l'acord d'instal·lar a l'antic convent de Sant Francesc un institut de segon ensenyament dirigit pels escolapis. L'antic convent ja s'utilitzava com a escola de gramàtica superior i escola de llatinitat, i hi funcionava un col·legi particular de secundària, a més de les escoles femenines de primeres lletres. Jaume Quer, juntament amb el diputat provincial Pere Bové i l'advocat Felip Font, es van oferir per anar a Madrid i demanar al govern presidit per Leopoldo O'Donnell una autorització per a instal·lar a l'antic convent un institut portat per les Escoles Pies. O'Donnell va donar-ne l'autorització i l'institut es va obrir en la part reconstruïda del convent. L'historiador reusenc Andreu de Bofarull diu que es va realitzar una funció religiosa i literària per inaugurar el nou centre el mateix 1858 i que va ser molt ben acceptat per la població, "a excepció d'alguns mestres privats, que es van oposar en va a la presència dels escolapis".